# Hawaii Bowl 2018
Match précédent Match suivant
Le Hawaï Bowl 2018 est un match de football américain de niveau universitaire joué après la saison régulière de 2018, le 22 décembre 2018 au Aloha Stadium d'Honolulu dans l'État de Hawaï aux États-Unis.
Il s'agit de la 17e édition du Hawaii Bowl.
Le match met en présence l’ équipe des Rainbow Warriors d'Hawaï issue de la Mountain West Conference et l’équipe des Bulldogs de Louisiana Tech issue de la Conference USA.
Il débute vers 17 h 30, heure locale et est retransmis à la télévision par ESPN.
Sponsorisé par la société financière SoFi, le match est officiellement dénommé le 2018 SoFi Hawaï Bowl.
Les Bulldogs de Louisiana Tech gagnent le match sur le score de 31 à 14.

## Présentation du match
Il s'agit de la 11e rencontre entre ces deux équipes, Hawaï ayant remporté 8 matchs.
| Date              | Saison | Vainqueur | Score   | Perdant | Compétition                          |
| ----------------- | ------ | --------- | ------- | ------- | ------------------------------------ |
| 18 novembre 2000  | 2000   | HAM       | 27 - 10 | LT      | Saison régulière joué à Honolulu, HI |
| 18 octobre 2003   | 2003   | HAM       | 44 - 40 | LT      | Saison régulière, joué à Ruston, LA  |
| 6 novembre 2004   | 2004   | HAW       | 34 - 23 | LT      | Saison régulière joué à Honolulu, HI |
| 8 octobre 2005    | 2005   | LT        | 46 - 14 | HAW     | Saison régulière, joué à Ruston, LA  |
| 11 novembre 2006  | 2006   | HAW       | 61 - 17 | LT      | Saison régulière joué à Honolulu, HI |
| 8 septembre 2007  | 2007   | HAW       | 45 - 44 | LT      | Saison régulière, joué à Ruston, LA  |
| 12 octobre 2008   | 2008   | HAW       | 24 - 14 | LT      | Saison régulière joué à Honolulu, HI |
| 30 septembre 2009 | 2009   | LT        | 27 - 06 | HAW     | Saison régulière, joué à Ruston, LA  |
| 2 octobre 2010    | 2010   | HAW       | 41 - 21 | LT      | Saison régulière joué à Honolulu, HI |
| 1er octobre 2011  | 2011   | HAW       | 44 - 26 | LT      | Saison régulière, joué à Ruston, LA  |

| Équipes                                                                    | Conférences              | Entraîneurs        | Stats. saison rég. | Classements avant le bowl CFP-AP-Coaches |
| -------------------------------------------------------------------------- | ------------------------ | ------------------ | ------------------ | ---------------------------------------- |
| Rainbow Warriors d'Hawaï                                                   | Mountain West Conference | Nick Rolovich (en) | 8 - 5              | NC                                       |
| Bulldogs de Louisiana Tech                                                 | Conference USA           | Skip Holtz (en)    | 7 - 5              | NC                                       |
| Arbitre : ? Équipe donnée favorite par les bookmakers : Hawaii par 1 point |                          |                    |                    |                                          |

### Rainbow Warriors d'Hawaï
Avec un bilan global en saison régulière de 8 victoires et 5 défaites (5-3 en matchs de conférence), Hawaï est éligible et accepte, le 28 novembre, l'invitation pour participer au Hawaii Bowl de 2018.
Ils terminent 3e de la West Division de la Mountain West Conference derrière #19 Fresno State et Nevada.
À l'issue de la saison 2018 (bowl non compris), ils n'apparaissent pas dans les classements CFP, AP et Coaches.
Il s'agit de leur 8e participation au Hawaii Bowl :
| Dates            | Saisons | Adversaires      | Scores    | Résultats |
| ---------------- | ------- | ---------------- | --------- | --------- |
| 25 décembre 2002 | 2002    | Tulane           | 36 - 28   | D : 0 - 1 |
| 25 décembre 2003 | 2003    | Houston          | 48(3OT)54 | V : 1 - 1 |
| 24 décembre 2004 | 2004    | UAB              | 40 - 59   | V : 2 - 1 |
| 24 décembre 2006 | 2006    | Arizona State    | 24 - 41   | V : 3 - 1 |
| 24 décembre 2008 | 2008    | Notre Dame       | 49 - 21   | D : 3 - 2 |
| 24 décembre 2010 | 2010    | Tulsa            | 62 - 35   | D : 3 - 3 |
| 24 décembre 2016 | 2016    | Middle Tennessee | 35 - 52   | V : 4 - 3 |

### Bulldogs de Louisiana Tech
Avec un bilan global en saison régulière de 7 victoires et 5 défaites (5-3 en matchs de conférence), Louisiana Tech est éligible et accepte, le 28 novembre, l'invitation pour participer au Hawaii Bowl de 2018.
Ils terminent 3e de la North Division de la Conference USA derrière UAB et North Texas.
À l'issue de la saison 2018 (bowl non compris), ils n'apparaissent pas dans les classements CFP, AP et Coaches.
Il s'agit de leur première apparition au Hawaii Bowl.

## Résumé du match
Résumé et photo sur la page du site francophone The Blue Pennant.
Début du match à  17 h 35, fin à 21 h 14 pour une durée totale de jeu de 3 h 39 min.
Températures de 26 °C, vent de NO de 16 km/h , ciel clair et doux.
| QT          | Temps       | Drive       | Drive       | Drive       | Équipe      | Description de l'action | Score | Score |
| QT          | Temps       | Jeux        | Yards       | TDP         | Équipe      | Description de l'action | HAW   | LT    |
| ----------- | ----------- | ----------- | ----------- | ----------- | ----------- | --- | ----- | ----- |
| 1           | 01:08       | 9           | 44          | 03:04       | LT          | FG de 24 yards par K Bailey Hale | 0     | 3     |
| 2           | 08:20       | 7           | 71          | 03:21       | HAW         | TD de 24 yards par WR Jason-Matthew Sharsh à la suite d'une réception de passe de QB Chevan Cordeiro + 1 point de conversion par K Ryan Meskell | 7     | 3     |
| 3           | 10:27       | 3           | 51          | 00:32       | LT          | TD à la suite d'une course de 5 yards par RB Israel Tucker + 1 point de conversion par K Bailey Hale                                            | 7     | 10    |
| 3           | 04:44       | 7           | 92          | 02:55       | LT          | TD de 58 yards par RB Jaquis Dancy à la suite d'une réception de passe de QB J'Mar Smith + 1 point de conversion par K Bailey Hale              | 7     | 17    |
| 3           | 00:55       | 4           | 65          | 02:05       | LT          | TD à la suite d'une course de 4 yards par QB J'Mar Smith + 1 point de conversion par K Bailey Hale                                              | 7     | 24    |
| 4           | 06:14       | 7           | 38          | 02:39       | HAW         | TD de 7 yards par WR Marcus Armstrong-Brown à la suite d'une réception de passe de QB Cole McDonald + 1 point de conversion par K Ryan Meskell  | 14    | 24    |
| 4           | 03:45       | 6           | 65          | 02:29       | LT          | TD à la suite d'une course de 39 yards par RB/WR Kam McKnight + 1 point de conversion par K Bailey Hale                                         | 14    | 31    |
| Score final | Score final | Score final | Score final | Score final | Score final | Score final | 14    | 31    |

## Statistiques
| Nom             | Équipe         | Poste |
| --------------- | -------------- | ----- |
| Jaylon Ferguson | Louisiana Tech | DE    |

| Statistiques                           | HAW                                                  | LT                                                    |
| -------------------------------------- | ---------------------------------------------------- | ----------------------------------------------------- |
| 1er down                               | 17                                                   | 21                                                    |
| 1er down à la course                   | 6                                                    | 8                                                     |
| 1er down à la passe                    | 8                                                    | 11                                                    |
| 1er down suite pénalité                | 3                                                    | 2                                                     |
| Conversion de 3e down                  | 2/14                                                 | 6/13                                                  |
| Conversion de 4e down                  | 3/3                                                  | 0/1                                                   |
| Jeux–yards                             | 66 jeux pour 223 yards                               | 69 jeux pour 453 yards                                |
| Yards à la course                      | 32 courses pour 58 yards moyenne de 1,8 yards/course | 38 courses pour 168 yards moyenne de 4,4 yards/course |
| Yards à la passe                       | 168                                                  | 285                                                   |
| Passes : Réussies-Tentées-Interceptées | 17/34 passes complétées, 3 interception              | 19/31 passes complétées, 1 interception               |
| Réussite en zone rouge/chances         | 1/2                                                  | 3/3                                                   |
| TD                                     | 2                                                    | 4                                                     |
| Field Goals                            | 0/0                                                  | 1/1                                                   |
| Sacks (Nombre-Yards)                   | 3 pour 17 yards adverses perdus                      | 9 pour 46 yards adverses perdus                       |
| Fumbles (Nombre/Perdus)                | 1/0                                                  | 2/2                                                   |
| Pénalités (Nombre/Yards perdus)        | 12 pour 140 yards perdus                             | 9 pour 99 yards perdus                                |
| Temps de possession                    | 29:23                                                | 30:37                                                 |

| Quarterbacks        | Quarterbacks           | Quarterbacks                                                                                   |
| ------------------- | ---------------------- | ---------------------------------------------------------------------------------------------- |
| HAW                 | MCDONALD, Cole         | 10/20 passes complétées, 85 yards, 2 interceptions, 1 TD, 3 sacks subis, évaluation QB de 82,2 |
| HAW                 | CORDEIRO, Chevan       | 7/14 passes complétées, 83 yards, 1 TD, 1 interception, 6 sacks subis, évaluation QB de 109,1  |
| LT                  | SMITH, J'Mar           | 19/31passes complétées, 285 yards, 1 interception, 1 TD, 3 sacks subis, évaluation QB de 142,7 |
| Meilleurs coureurs  |                        |                                                                                                |
| HAW                 | HOLLY III, Fred        | 9 courses pour 57 yards nets gagnés, 0 TD, moyenne de 6,3 yards/course                         |
| LT                  | DANCY, Jaqwis          | 15 courses pour 57 yards nets gagnés, 0 TD, moyenne de 3,8 yards/course                        |
| Meilleurs receveurs |                        |                                                                                                |
| HAW                 | ARMSTRONG-BROWN Marcus | 7 réceptions pour 59 yards gagnés, 1 TD                                                        |
| LT                  | VEAL, Teddy            | 8 réceptions pour 107 yards gagnés, 0 TD                                                       |
| Meilleurs tacklers  |                        |                                                                                                |
| HAW                 | MATAUTIA, Solomon      | 10 tacles dont 7 en solo, ½ TFL                                                                |
| LT                  | SNEED, L'Jarius        | 5 tacles dont 5 en solo                                                                        |